# 도키가와정
도키가와정(일본어: ときがわ町 도키가와마치[*])은 일본 사이타마현 중부에 위치하고 있으며 인구는 1만 1천 명을 가지고 있는 정이다. 2006년 2월 1일에 히키군(比企郡)의 도키가와촌(都幾川村)과 다마가와촌(玉川村)이 통합하여 생겨났다. 이름은 통합 전의 도키가와촌 및 행정 구역을 흐르는 도키강(都幾川)에서 유래하며 통합에 의해 히라가나 이름을 채택했다.

## 지리
정의 대부분은 소토치치부 산지에 속하지만 남서부는 이와도노 구릉의 서단에 위치한다.

### 인접한 자치체
- 이루마군
  - 오고세정
- 지치부시
- 지치부군
  - 요코제정, 히가시치치부촌
- 한노시
- 히키군
  - 란잔정, 오가와정, 하토야마정

## 역사
- 2006년 2월 1일 - 히키군 도키가와촌과 다마가와촌이 합병해 성립하였다.

## 교통

### 철도
- 동일본 여객철도
  - 하치코선: 묘카쿠역

## 인구
| 연도 | 인구   | ±%     |
| ---- | ------ | ------ |
| 1920 | 9,929  | —      |
| 1930 | 9,898  | −0.3%  |
| 1940 | 9,740  | −1.6%  |
| 1950 | 11,772 | +20.9% |
| 1960 | 11,120 | −5.5%  |
| 1970 | 10,414 | −6.3%  |
| 1980 | 11,131 | +6.9%  |
| 1990 | 13,489 | +21.2% |
| 2000 | 13,966 | +3.5%  |
| 2010 | 12,421 | −11.1% |